# Tha Carter III
Tha Carter III ist das sechste Studioalbum des US-Rappers Lil Wayne aus dem Jahr 2008.

## Titelliste
1. 3 Peat – 3:19[1][2]
2. Mr. Carter (feat. Jay-Z) – 5:16
3. A Milli – 3:41
4. Got Money (feat. T-Pain) – 4:04
5. Comfortable (feat. Babyface) – 4:25
6. Dr. Carter – 4:24
7. Phone Home – 3:11
8. Tie My Hands (feat. Robin Thicke) – 5:19
9. Mrs. Officer (feat. Bobby Valentino) – 4:47
10. Let the Beat Build – 5:09
11. Shoot Me Down (feat. D. Smith) – 4:29
12. Lollipop (feat. Static Major) – 4:59
13. La La (feat. Brisco und Busta Rhymes) – 4:21
14. Playing with Fire (feat. Betty Wright) – 4:21
15. You Ain’t Got Nothin’ (feat. Fabolous und Juelz Santana) – 5:27
16. Dontgetit – 9:51

Deluxe Edition (The Leak EP)
1. Action – 3:43
2. Whip It – 5:59
3. I’m Me – 4:55
4. Gossip – 3:25
5. Kush – 3:42
6. Love Me or Hate Me – 4:00
7. Talkin' About it – 3:31

## Singles
Die erste Singleauskopplung Lollipop (ft. Static Major) ist zugleich auch die bis heute erfolgreichste Single von Lil Wayne. Sie stand fünf Wochen an der Spitze der Billboard Top 100 in den USA. In Deutschland erreichte der Song Rang 22 der deutschen Singlecharts. Lollipop erschien zwei Wochen, nachdem Static Major auf Grund von Komplikationen bei einer OP starb. Die Single wurde von der RIAA mit vierfach Platin ausgezeichnet.
Am 22. April brachte Lil Wayne ausschließlich in Nordamerika die Single A Milli auf den Markt. In den Vereinigten Staaten belegte der Song Platz 6. A Milli wurde von MTV zum Hip-Hop-Song des Jahres 2008 gekürt.
Nur etwa einen Monat später, am 27. Mai, erschien Got Money, eine Kollaboration mit T-Pain. Die Single wurde die zweite Single, die in die deutschen Charts einsteigen konnte und Platz 67 belegte, während in den Vereinigten Staaten Platz 10 erreicht wurde. Das Video zu Got Money wurde am selben Tag wie der Clip zu A Milli gedreht.
Neben der Folgesingle Mrs. Officer (feat. Bobby Valentino), die in den USA Platz 16 erreichte und dessen Video eine Fortführung der Musikvideos zu A Milli und Got Money ist, platzierten sich die unausgekoppelten Songs You Ain’t Got Nothin’ (feat. Fabolous und Juelz Santana), Mr. Carter (feat. Jay-Z) und Comfortable (feat. Babyface) in den Billboard Hot 100.

## Rezeption

### Rezensionen
Fast einstimmig wurde Tha Carter III in den USA zu den wichtigsten und besten Hip-Hop-Alben des Jahres 2008 gewählt. So kürte das Blender Magazin die LP zum besten Album des Jahres, das Rolling-Stone-Magazin wählte Tha Carter III auf Rang 3 der „Top 50 Albums of the year“ und im Jahr 2012 auf Platz 437 seiner Liste der 500 besten Alben aller Zeiten. Die deutschen Musikportale waren geteilter Meinung. Während cdstarts.de nur 6,5 von 10 Punkten gab, erreichte das Album 8 Punkte bei laut.de und bei plattentests.de 7 Punkte. Der von Metacritic errechnete Bewertung beträgt 84 %.

### Preise
Bei den Grammy Awards 2009 wurde Tha Carter III in der Kategorie Best Rap Album ausgezeichnet.

## Kommerzieller Erfolg

### Chartplatzierungen
| ChartsChartplatzierungen       | Höchstplatzierung | Wochen |
| ------------------------------ | ----------------- | ------ |
| Deutschland (GfK)              | 29 (9 Wo.)        | 9      |
| Österreich (Ö3)                | 66 (3 Wo.)        | 3      |
| Schweiz (IFPI)                 | 17 (17 Wo.)       | 17     |
| Vereinigte Staaten (Billboard) | 1 (273 Wo.)       | 273    |
| Vereinigtes Königreich (OCC)   | 23 (23 Wo.)       | 23     |

| ChartsJahrescharts (2008)      | Platzierung |
| ------------------------------ | ----------- |
| Vereinigte Staaten (Billboard) | 3           |

| ChartsJahrescharts (2009)      | Platzierung |
| ------------------------------ | ----------- |
| Vereinigte Staaten (Billboard) | 49          |

| ChartsJahrescharts (2010)      | Platzierung |
| ------------------------------ | ----------- |
| Vereinigte Staaten (Billboard) | 181         |

| ChartsJahrescharts (2023)      | Platzierung |
| ------------------------------ | ----------- |
| Vereinigte Staaten (Billboard) | 194         |

| ChartsJahrescharts (2024)      | Platzierung |
| ------------------------------ | ----------- |
| Vereinigte Staaten (Billboard) | 170         |

### Auszeichnungen für Musikverkäufe
| Land/Region                  | Auszeichnungen für Musikverkäufe (Land/Region, Auszeichnung, Verkäufe) | Verkäufe  |
| ---------------------------- | ---------------------------------------------------------------------- | --------- |
| Australien (ARIA)            | Gold                                                                   | 35.000    |
| Dänemark (IFPI)              | Gold                                                                   | 10.000    |
| Kanada (MC)                  | 2× Platin                                                              | 160.000   |
| Neuseeland (RMNZ)            | 2× Platin                                                              | 30.000    |
| Niederlande (NVPI)           | Gold                                                                   | 15.000    |
| Vereinigte Staaten (RIAA)    | 8× Platin                                                              | 8.000.000 |
| Vereinigtes Königreich (BPI) | Gold                                                                   | 100.000   |
| Insgesamt                    | 4× Gold · 12× Platin ·                                                 | 8.350.000 |

Hauptartikel: Lil Wayne/Auszeichnungen für Musikverkäufe